# Distichophyllum submersum
Distichophyllum submersum är en bladmossart som beskrevs av Celina Maria Matteri 1975. Distichophyllum submersum ingår i släktet Distichophyllum och familjen Hookeriaceae. Inga underarter finns listade i Catalogue of Life.